# 데쿠
안데르송 루이스 지 소자(포르투갈어: Anderson Luis de Souza, 1977년 8월 27일 브라질 상베르나르두두캄푸 ~ )는 데쿠(포르투갈어: Deco)라는 이름으로 잘 알려진 포르투갈의 은퇴한 축구 선수이다.

## 국가대표팀
데쿠는 2003년에 당시 포르투갈 대표팀을 맡았던 스콜라리 감독의 권유로 포르투갈로 귀화했고, 브라질과의 평가전에서 데뷔전을 가졌다. 그는 이 경기에서 결승골을 기록한 것과 동시에 포르투갈의 승리를 이끌었다.
그리고 데쿠는 UEFA 유로 2004에서 메이저 데뷔를 했는데, 조국의 준우승을 이끌면서 팀의 주요 선수로 자리잡았다. 그리고 2년 후, 2006년 FIFA 월드컵에 출전했지만 앙골라와의 첫 경기는 부상으로 나가지 못했지만, 이란과의 2차전에서 루이스 피구의 패스를 논스톱 중거리슛으로 결승골을 기록하고 맨 오브 더 매치에 선정됐다. 2010 FIFA 월드컵을 마지막으로 국대 은퇴를 선언하였으며 월드컵 종료 이후 자유계약으로 첼시 FC를 떠나 플루미넨시 FC에 입단했다. 2013년 8월 26일 36번째 생일을 맞이해 현역 은퇴를 선언했다.

## 수상

#### 포르투
- 프리메이라리가 : 1998–99, 2002–03, 2003–04
- 타사 데 포르투갈 : 1999–2000, 2000–01, 2002–03
- 수페르타사 칸디두 데 올리베이라 : 2001, 2003
- UEFA컵 : 2002-03
- UEFA 챔피언스리그 : 2003-04

#### 바르셀로나
- 라리가 : 2004–05, 2005–06
- 수페르코파 데 에스파냐 : 2005, 2006
- UEFA 챔피언스리그 : 2005-06

#### 첼시
- 프리미어리그 : 2009-10
- FA컵 : 2008-09, 2009-10
- 커뮤니티쉴드 : 2009

#### 플루미넨시
- 브라질 전국 리그 : 2010, 2012
- 카리오카 주립 리그 : 2012

#### 포르투갈
- UEFA 유로 준우승 : 2004
- FIFA 월드컵 4위 : 2006

### 개인
- 발롱도르 2위 : 2004
- UEFA 올해의 선수 : 2003/04
- UEFA 올해의 미드필더 : 2003/04, 2005/06
- UEFA 챔피언스리그 파이널 MoM : 2004
- ESM 올해의 팀 : 2003/04
- 프리메이라리가 올해의 선수 : 2003/04
- CNID 최우수 해외 포르투갈 선수 : 2006
- FIFA 클럽 월드컵 골든볼 : 2006
- 카리오카 주립리그 MVP : 2012
- 카리오카 주립리그 최우수 미드필더 : 2012
- 글로브사커 어워드 커리어 공로상 : 2013
- 골든풋 : 2016
- 브라간사 가문 훈장

#### 발롱도르
- 2003 - 13
- 2004 - 2
- 2006 - 11

#### FIFA 올해의 선수
- 2004 - 7
- 2005 - 15
- 2006 - 15
- 2007 - 20
- 2008 - 23